# Lista de episódios de Club 57
Club 57 é uma telenovela de língua espanhola produzida pela Nickelodeon e pela Rainbow SpA. A série estreou na Rai Gulp na Itália em 15 de abril de 2019, seguido de sua estreia na Nickelodeon América Latina e na Nickelodeon Brasil em 6 de maio de 2019. As filmagens ocorreram na região de Apúlia na Itália, e em Miami, Flórida. Em Portugal, a novela estreou no canal Biggs em 30 de setembro de 2019 terminando el 20 de dezembro de 2019. Em 2 de agosto de 2021 começou uma reprise da 1ª temporada, que terminou em 22 de outubro de 2021.
Na segunda temporada, Eva e Ruben dividem sua linha temporal entre 1957 e 1987 onde os "Guardiões do Caos" mantendo JJ refém. No entanto, eles não serão os únicos a saltar no tempo. Tiago (Santiago Achaga), um brilhante, mas rebelde colega de classe dos irmãos desenvolve sua própria tecnologia para viajar no tempo. Esta temporada começou na América Latina e no Brasil em 14 de junho de 2021, terminando a primeira parte em 23 de julho de 2021. A segunda parte da temporada foi estreada entre 13 de setembro e 22 de outubro de 2021.

## Resumo
| Temporada | Temporada | Episódios | Episódios | Exibição original na América Latina | Exibição original na América Latina | Exibição no Brasil     | Exibição no Brasil    | Exibição em Itália  | Exibição em Itália | Exibição em Portugal   | Exibição em Portugal   |
| Temporada | Temporada | Episódios | Episódios | Estreia                             | Final                               | Estreia                | Final                 | Estreia             | Final              | Estreia                | Final                  |
| --------- | --------- | --------- | --------- | ----------------------------------- | ----------------------------------- | ---------------------- | --------------------- | ------------------- | ------------------ | ---------------------- | ---------------------- |
|           | 1         | 60        | 60        | 6 de maio de 2019                   | 26 de julho de 2019                 | 6 de maio de 2019      | 26 de julho de 2019   | 15 de abril de 2019 | 4 de junho de 2020 | 30 de setembro de 2019 | 20 de dezembro de 2019 |
|           | 2         | 60        | 30        | 14 de junho de 2021                 | 23 de julho de 2021                 | 14 de junho de 2021    | 23 de julho de 2021   | ASA                 | ASA                | 27 de dezembro de 2021 | 4 de fevereiro de 2022 |
|           | 2         | 60        | 30        | 13 de setembro de 2021              | 22 de outubro de 2021               | 13 de setembro de 2021 | 22 de outubro de 2021 | ASA                 | ASA                | 7 de fevereiro de 2022 | 18 de março de 2022    |

## Episódios

### 1ª temporada (2019)⁩ ⁩
| N.º geral | N.º na temp. | Título                                                                      | Exibição na América Latina e Brasil             | Exibição na Itália                                  | Exibição em Portugal   |
| --- | ------------ | --------------------------------------------------------------------------- | ----------------------------------------------- | --------------------------------------------------- | ---------------------- |
| 1 | 1            | "Um Salto no Tempo (PT/BR)"                                                 | 6 de maio de 2019 Antestreia: 3 de maio de 2019 | 15 de abril de 2019 Antestreia: 11 de abril de 2019 | 30 de setembro de 2019 |
| Eva Garcia é uma estudante muito inteligente da escola Cristóvão Colombo, e tem um irmão chamado Rúben, que é viciado em jogos eletrônicos e gosta de uma menina chamada Sofia, uma menina exibida que Rúben tenta convencer que manda na irmã. Delaila é a melhor amiga de Eva, são inseparáveis. Eles moram com seus pais, seu irmão Martins e seu avô Manuel. Um dia, Eva encontra o laboratório secreto do avô e encontra uma televisão (Franken TV) e a liga, viajando para várias épocas diferentes, e depois de voltar ela vê uma chamada de um homem perguntando se Eva está. Eva fica convencida de que tem que encontrá-lo convence Rúben a usar a máquina do tempo com ela. Eles usam e vão parar em um show ao vivo chamado Club 57, em que Rúben saiu engatinhando para não ser visto e Eva esbarra em Verônica, roubando o solo, e a apresentadora principal Amélia pede para ela dançar. |              |                                                                             |                                                 |                                                     |                        |
| 2 | 2            | "Fuga do Passado (PT) Fugindo do Passado (BR)"                              | 7 de maio de 2019                               | 16 de abril de 2019                                 | 1 de outubro de 2019   |
| Incrédulos pelo que acabou de acontecer, os dois irmãos tentam escapar do set do Club 57. Enquanto Ruben consegue escapar, Eva esbarra em Verô, uma dançarina do show, inadvertidamente roubando a cena. Forçada a se apresentar em um solo, Eva começa a dançar, despertando a inveja da garota e a curiosidade de todos os presentes. A transmissão ao vivo termina e, antes que os seguranças a peguem, Eva foge nos bastidores e encontra JJ, um jovem técnico de iluminação e namorado de Verô, que a ajuda a escapar do estúdio de TV. Eva e Ruben descobrem que eles acabaram em 1957 e, para evitar interferir na linha do tempo, terão que esconder todos os vestígios de seu presente, incluindo o celular de Eva. Enquanto isso, o telefone do Club 57 parece ter enlouquecido: o desempenho dos dois irmãos foi um enorme sucesso e Miguel, o produtor do programa, ordena que Amélia os contrate no programa. |              |                                                                             |                                                 |                                                     |                        |
| 3 | 3            | "Um Plano Genial (PT/BR)"                                                   | 8 de maio de 2019                               | 17 de abril de 2019                                 | 2 de outubro de 2019   |
| A chegada súbita de Eva e Ruben, em 1957, deixou uma marca indelével. Verô está com ciúmes de Eva: não só ela quebrou seu sonho de brilho no Club 57, mas rumores dizem que ela também ganhou o coração de seu namorado JJ. Depois do tremendo encontro, JJ acredita que sente algo por Eva, mas qualquer tentativa de explicar a situação a Verô falha. Os produtores do Club 57 ainda estão procurando Eva, e também Vero, junto com Maca e Isa, as RosaGatas das quais ela é a líder, se coloca nas pegadas de Eva para se vingar das injustiças sofridas. Enquanto isso, Eva e Ruben estão improvisando um plano para chegar em casa: encontrar seu avô e convencê-lo a construir a FrankenTV para voltarem ao presente. Ao chegar à casa, os dois irmãos tocam a campainha. |              |                                                                             |                                                 |                                                     |                        |
| 4 | 4            | "Não Sou o Vosso Avô! (PT) Não Sou Seu Avô! (BR)"                           | 9 de maio de 2019                               | 18 de abril de 2019                                 | 3 de outubro de 2019   |
| Quem abre a porta para Eva e Ruben é o avô Manuel, ainda em seus vinte e poucos anos, em 1957. Os dois descobrem, no entanto, que Manuel é um simples mecânico. Os dois contam a verdade a ele, mas Manuel, acreditando ser uma piada, recusa-se a ouvi-los e lhes manda ir embora. Enquanto esperam elaborar um novo plano, Eva e Ruben tentam passar despercebidos em Manzanares de 1957: Ruben começa a trabalhar na lanchonete de Luis, enquanto Eva se matricula junto ao seu irmão na escola Cristóbal Colón. Aqui, Eva conhece Mercedes, a avó de Delaila, com quem ela imediatamente estabelece uma forte amizade. Depois de uma tentativa fracassada de impressionar Amélia, Manuel procura os dois irmãos e lhes oferece um acordo: se eles o ajudarem a conquistar Amélia, ele concordará em acreditar em sua história e buscará uma solução para seu problema. Mas, para acompanhar seus movimentos, há os Guardiões do Tempo, agentes responsáveis pelo monitoramento das linhas do tempo. |              |                                                                             |                                                 |                                                     |                        |
| 5 | 5            | "Um Contrato de Super-Estrela (PT) Um Contrato de Estrela (BR)"             | 10 de maio de 2019                              | 19 de abril de 2019                                 | 4 de outubro de 2019   |
| Na Central do Tempo, Diana, supervisora dos Guardiões, observa o progresso dos cronogramas e decide selecionar um aprendiz que a ajude a levar Eva e Ruben para 2019 e consertar a situação antes que ela piore. Em Manzanares, em 1957, Amélia tenta contratar os dois irmãos no Club 57. Se ela não conseguir convencê-los, seu futuro como apresentadora será colocado em risco. Com a intenção de não interferir no passado, Eva e Ruben pedem a Manuel que assine a autorização para participar do elenco. Apresentando-se como primo, Manuel concorda: com os dois meninos no programa, ele terá uma desculpa extra para ficar perto de Amélia. Enquanto isso, JJ, convencido de seus sentimentos em relação a Eva, consegue falar com Verô, pondo fim ao relacionamento deles. Mas quando tudo parece estar indo bem, Eva assiste a um vídeo em seu celular e descobre que no presente seu irmão Martin se tornou um cachorrinho. |              |                                                                             |                                                 |                                                     |                        |
| 6 | 6            | "O Efeito Borboleta (PT)/(BR)"                                              | 13 de maio de 2019                              | 22 de abril de 2019                                 | 7 de outubro de 2019   |
| JJ descobre que Eva o deixou plantado. Eva e Rúben contam para Manuel que seu irmão Martin se transformou em um cachorro. Para fazê-lo acreditar que eles vieram do futuro, Rúben mostra seu celular, o que faz tocar um alarme na Central do Tempo. |              |                                                                             |                                                 |                                                     |                        |
| 7 | 7            | "Missão Para o Guardião Novato (PT) Uma Missão Para o Guardião Novato (BR)" | 14 de maio de 2019                              | 23 de abril de 2019                                 | 8 de outubro de 2019   |
| Verô e as Rosagatas chegam em outra casa e são confundidas com animadoras de festa, e quem chega na casa da Eva é o JJ. Diana tenta resgatar o celular no posto de gasolina, mas volta à Central do Tempo de mãos abanando. |              |                                                                             |                                                 |                                                     |                        |
| 8 | 8            | "A Central Temporal (PT) A Central do Tempo (BR)"                           | 15 de maio de 2019                              | 24 de abril de 2019                                 | 9 de outubro de 2019   |
| Aurek chega à casa do Manuel, mas Verô interrompe sua missão. Amelia e Manuel discutem no restaurante por causa de um mal-entendido e vão embora chateados. Amelia vai pedir desculpas a Manuel, mas não o encontra e ainda deixa Galileu fugir. |              |                                                                             |                                                 |                                                     |                        |
| 9 | 9            | "O Boligrama A-GO-GO (PT)/(BR)"                                             | 16 de maio de 2019                              | 25 de abril de 2019                                 | 10 de outubro de 2019  |
| No Boligrama A-GO-GO, JJ tenta administrar melhor o encontro duplo com Eva e Vero, mas é descoberto pelas duas garotas: Eva o perdoa, enquanto Vero está cada vez mais ciumenta e quer fazê-los pagar. Amélia sai em busca de Galileu, mas Miguel é quem, ciumento de Manuel, entrega o cachorro de propósito ao caçador de cachorros. Vero descobre, pega Galileu e faz um acordo com o produtor para conseguir outra oportunidade no Club 57 e não ser um espiã para Amelia. Enquanto isso, Manuel consegue escapar da Central do Tempo de uma porta misteriosa, mas encontra-se na Itália. Victor e Aurek o seguem e usam uma espuma especial de teletransporte, a Marangoni 5, para transportá-lo de volta, mas acidentalmente manda Manuel para o presente. Diana leva a situação em mãos e, pessoalmente, lida com o envio de Manuel em 1957, mas percebe a partir de uma foto que Martin está desaparecendo. |              |                                                                             |                                                 |                                                     |                        |
| 10 | 10           | "Procurando Galileu (BR)"                                                   | 17 de maio de 2019                              | 26 de abril de 2019                                 | 11 de outubro de 2019  |
| Acreditando que o irmão mais novo da Eva e do Rúben desapareceu para sempre, Diana percebe que Martin reaparece nas fotos como criança. Enquanto Manuel, Amelia, Eva, JJ e seus amigos procuram por Galileu, Verô e as Rosagatas escondem o cachorro. |              |                                                                             |                                                 |                                                     |                        |
| 11 | 11           | "Cristóvão Colombo Tem Talento (BR)"                                        | 20 de maio de 2019                              | 29 de abril de 2019                                 | 14 de outubro de 2019  |
| Depois que JJ foi embora, Eva escuta a música que ele deixou na jukebox; Verô diz para as Rosagatas que não conseguiu ver JJ porque houve um imprevisto; em vez de enviar Aurek a 1957, Diana manda-o fazer trabalhos de manutenção. |              |                                                                             |                                                 |                                                     |                        |
| 12 | 12           | "De Volta à Itália (BR)"                                                    | 21 de maio de 2019                              | 30 de abril de 2019                                 | 15 de outubro de 2019  |
| O pai do JJ o recebe com uma festa surpresa; Eva conta para Rúben sobre o problema do celular, sem o aplicativo eles ficarão presos em 1957; na escola, Aurek consegue localizar Eva com a ajuda do Droide; Manuel tenta fazer um carregador para celular. |              |                                                                             |                                                 |                                                     |                        |
| 13 | 13           | "Quando o Sonho se Torna Realidade (BR)"                                    | 22 de maio de 2019                              | 1 de maio de 2019                                   | 16 de outubro de 2019  |
| Eva quer ir para a Itália e ver JJ, mas Manuel a impede porque ele teme mais alterações nas linhas temporais. Victor viaja da Central à 1957 para ajudar Aurek, mas enquanto ele fala sobre como capturar Eva e Ruben, Mercedes os espiona. Agora ciente da existência dos Guardiões do Tempo, Mercedes corre para Eva e os CUCI para relatar a eles o que ela descobriu. Eva está chateada, então os CUCI, ansiosos para ajudá-la, traça um plano: Eva se deixa cobrir da espuma de teleporte de Aurek e Víctor, mas isso também cobre acidentalmente os CUCI e todos se vão parar na Central do Tempo. Enquanto os CUCI admiram a tecnologia que os cerca, Eva consegue identificar a saída para a Itália. Ao encontrar o panfleto do concerto JJ, Eva chega ao restaurante de Lorenzo a tempo de ver o momento final da apresentação. Incrédulo, JJ desce do palco e corre para abraçá-la. Do público, Francesca relutantemente testemunha a cena: o que parecia ser uma dedicação de amor para ela, em vez disso, era dirigido a Eva. |              |                                                                             |                                                 |                                                     |                        |
| 14 | 14           | "Te Dou a Lua (BR)"                                                         | 23 de maio de 2019                              | 2 de maio de 2019                                   | 17 de outubro de 2019  |
| JJ, Nico e Francesca se perguntam como Eva chegou à Itália em tão pouco tempo e ela, com dificuldade, inventa um pedido de desculpas. Francesca percebe que Eva está fingindo e, mesmo que a conheça recentemente, decide cobri-la. Aurek leva de volta os CUCI para 1957, esquecendo-se, no entanto, de apagar suas memórias, e junto com Victor tentam retornar a Central. Quando Diana percebe, ela leva a situação em questão: ela força Victor a ficar no papel de professor de arte em 1957, para controlar as ações de Ruben, enquanto leva Aurek de volta à Central para continuar monitorando os movimentos de Eva. Para se vingar de Eva, Vero e RosaGatas quebram a jukebox da lanchonete e destroem o vinil da música que JJ dedicou a Eva. Ruben descobre pelos CUCI que Eva está na Itália. |              |                                                                             |                                                 |                                                     |                        |
| 15 | 15           | "Adeus 1957! (BR)"                                                          | 24 de maio de 2019                              | 3 de maio de 2019                                   | 18 de outubro de 2019  |
| Preocupado com as possíveis consequências da presença de Eva na Itália, Manuel tem a intenção de acelerar a construção da FrankenTV, enquanto os CUCI estão ficam trancados no laboratório do ensino médio estudando como recarregar seus celulares. Na ausência de Manuel, Diana se materializa em sua casa, pega Ruben e o traz de volta ao presente. Quando Manuel volta para casa e percebe que Ruben desapareceu, ele acredita que poderia ser o trabalho dos Guardiões. Na Itália, Nico revela a Eva que Francesca sempre foi apaixonada por JJ. Apesar de a notícia irromper em seu coração, Eva está convencida de que quer ficar em 1957, especialmente agora que conseguiu se aproximar de JJ. Mas Aurek está em seu rastro e, após uma série de atividades ousadas, a envia de volta ao presente. Quando JJ percebe que Eva está longe e parece ter saído sem nem se despedir, ele começa a se perguntar o que poderia ter acontecido. |              |                                                                             |                                                 |                                                     |                        |
| 16 | 16           | "Voltar ao Presente (BR)"                                                   | 27 de maio de 2019                              | 30 de setembro de 2019                              | 21 de outubro de 2019  |
| Ao ver que a linha do tempo mudou, Eva fica em choque e Rúben está maravilhado com sua nova realidade de milionários. JJ culpa Francesca por Eva ter ido embora. Em 1957, Amelia janta com Manuel. |              |                                                                             |                                                 |                                                     |                        |
| 17 | 17           | "O Motim do Tempo (BR)"                                                     | 28 de maio de 2019                              | 1 de outubro de 2019                                | 22 de outubro de 2019  |
| Eva se lembra de JJ enquanto canta "Me Va a Extrañar". JJ quer escrever uma carta para ela, mas não sabe o endereço. Rúben decide que fará todo o possível para evitar a demolição da lanchonete. |              |                                                                             |                                                 |                                                     |                        |
| 18 | 18           | "Um Avô Desconhecido (BR)"                                                  | 29 de maio de 2019                              | 2 de outubro de 2019                                | 23 de outubro de 2019  |
| Depois de encontrar os quadrinhos no presente Eva encontra uma carta de JJ. Verô fala pelo telefone com JJ e, por causa de problemas na ligação acaba pensando que ele quer vê-la. |              |                                                                             |                                                 |                                                     |                        |
| 19 | 19           | "Tudo Mudou pelo Quadrinho (BR)"                                            | 30 de maio de 2019                              | 3 de outubro de 2019                                | 24 de outubro de 2019  |
| No telegrama, Miguel convida JJ para cantar no Club 57 com Jessica Renata. Rúben organiza uma festa na lanchonete sem saber que o avô vai demolir o lugar. Eva continua sem informação de JJ e decide voltar a 1957. |              |                                                                             |                                                 |                                                     |                        |
| 20 | 20           | "A Apresentação Usurpada (BR)"                                              | 31 de maio de 2019                              | 4 de outubro de 2019                                | 25 de outubro de 2019  |
| JJ chega à escola e descobre que Verô foi procurá-lo na Itália e que Eva nunca voltou. Eva repreende Rúben pelos quadrinhos e fala que eles precisam voltar a 1957, mas Rúben não quer voltar. Mercedes canta nas audições de "Cristóvão Colombo Tem Talento". |              |                                                                             |                                                 |                                                     |                        |
| 21 | 21           | "Além dos Limites Temporais (BR)"                                           | 3 de junho de 2019                              | 5 de outubro de 2019                                | 28 de outubro de 2019  |
| Rúben continua com seu plano de fazer uma festa na lanchonete, mas Eva o convence a procurar a Franken TV para fazer a linha do tempo voltar ao normal; Diana finge ser uma aluna e encontra Aurek, e eles precisam voltar para a Central. |              |                                                                             |                                                 |                                                     |                        |
| 22 | 22           | "A Descoberta de Rúben (BR)"                                                | 4 de junho de 2019                              | 7 de outubro de 2019                                | 29 de outubro de 2019  |
| Depois de descobrir que JJ retornou para Manzanares, Eva está mais determinada do que nunca a retornar a 1957; Verô descobre que Eva nunca voltou e decide reconquistar JJ; Manuel testa a máquina do tempo; Miguel organiza jantar com Amelia. |              |                                                                             |                                                 |                                                     |                        |
| 23 | 23           | "Palavras que Deixam Marca (BR)"                                            | 5 de junho de 2019                              | 8 de outubro de 2019                                | 30 de outubro de 2019  |
| Rúben fica em choque porque o avô não manteve sua palavra, e ajuda Eva a encontrar a máquina do tempo; em 1957, Diana e Aurek entram na casa do Manuel e encontram a Franken TV; Aurek e Droide continuam atrás do celular, mas são castigados. |              |                                                                             |                                                 |                                                     |                        |
| 24 | 24           | "O Scrapbook (BR)"                                                          | 6 de junho de 2019                              | 9 de outubro de 2019                                | 31 de outubro de 2019  |
| Em 1957, Aurek e Droide devem apagar o que JJ escreveu para que Eva não leia e não se forme outra linha do tempo; Diana e Victor continuam com seu plano de usar a Franken TV para retornar à Central, mas descobrem que Barba Negra chegou a 1957. |              |                                                                             |                                                 |                                                     |                        |
| 25 | 25           | "Amigas... Desde Sempre (BR)"                                               | 7 de junho de 2019                              | 10 de outubro de 2019                               | 1 de novembro de 2019  |
| Eva chega na casa de Meche, ela a reconhece, mas não se lembra onde guardou o scrapbook; Meche também confirma que ninguém sabe o que aconteceu com JJ; Barba Negra chega à escola para procurar os guardiões e cerca Aurek no laboratório. |              |                                                                             |                                                 |                                                     |                        |
| 26 | 26           | "Nunca Confie Demais (BR)"                                                  | 10 de junho de 2019                             | 11 de outubro de 2019                               | 4 de novembro de 2019  |
| Eva e a Dama continuam com o plano de encontrar a Franken TV. Em 1957, JJ continua com saudade da Eva. O salto no tempo dos guardiões funcionou, mas não totalmente Aurek ficou em 1957. |              |                                                                             |                                                 |                                                     |                        |
| 27 | 27           | "Uma Revelação Incrível (BR)"                                               | 11 de junho de 2019                             | 12 de outubro de 2019                               | 5 de novembro de 2019  |
| A Dama chega no canal, e descobrimos que ela é a Verô no presente. Depois de distrair o avô, Eva também consegue saltar no tempo. Na lanchonete Chelo diz a JJ que acredita ter visto a Eva na rua. |              |                                                                             |                                                 |                                                     |                        |
| 28 | 28           | "O Cubo Apaga-Memória (BR)"                                                 | 12 de junho de 2019                             | 14 de outubro de 2019                               | 6 de novembro de 2019  |
| A Dama consegue inquietar a Verô, mas ela não acredita que elas são a mesma pessoa e a deixa falando sozinha. Eva se reencontra com todos seus amigos, os CUCI, a Mercedes, e como eles têm aulas diferentes, ela combina de almoçar com o JJ depois. |              |                                                                             |                                                 |                                                     |                        |
| 29 | 29           | "O Tribunal do Tempo (BR)"                                                  | 13 de junho de 2019                             | 15 de outubro de 2019                               | 7 de novembro de 2019  |
| JJ repreende Aurek por ter falado que não conhecia a Eva, os garotos discutem, mas Eva consegue acalmar as coisas. Está chegando o momento do grande concurso "Cristóvão Colombo Tem Talento" na escola. |              |                                                                             |                                                 |                                                     |                        |
| 30 | 30           | "O Segredo da Eva (BR)"                                                     | 14 de junho de 2019                             | 16 de outubro de 2019                               | 8 de novembro de 2019  |
| Amelia aceita viajar no tempo com Manuel e os dois andam pelas ruas da Itália em 1920, a Dama dá conselhos a Miguel sobre Amelia e ganha a confiança do produtor, Miguel avisa JJ que ele cantará no Clube 57 naquela noite. |              |                                                                             |                                                 |                                                     |                        |
| 31 | 31           | "Um Aliado Misterioso (BR)"                                                 | 17 de junho de 2019                             | 10 de dezembro de 2019                              | 11 de novembro de 2019 |
| Eva desliga a Franken TV e fala pra JJ que é um experimento do Manuel sobre campos magnéticos. Os dois vão para o canal, JJ vai cantar no Club 57. |              |                                                                             |                                                 |                                                     |                        |
| 32 | 32           | "O Protocolo Esquilo (BR)"                                                  | 18 de junho de 2019                             | 11 de dezembro de 2019                              | 12 de novembro de 2019 |
| Eva acusa a Dama de trair ela e seu avô, mas Verô chega e as interrompe. Eva suspeita que elas se conheçam. Mais tarde, os CUCI e a Eva só conseguem fazer o Aurek recuperar parte da memória. |              |                                                                             |                                                 |                                                     |                        |
| 33 | 33           | "A Vingança de Barba Negra (BR)"                                            | 19 de junho de 2019                             | 12 de dezembro de 2019                              | 13 de novembro de 2019 |
| Depois da Dama e da Verô negarem que estavam falando sobre a Eva, Camila fala para JJ que Aurek está interessado na Eva ele fica com ciúmes. |              |                                                                             |                                                 |                                                     |                        |
| 34 | 34           | "Entre a Razão e o Coração (BR)"                                            | 20 de junho de 2019                             | 13 de dezembro de 2019                              | 14 de novembro de 2019 |
| JJ quer saber com quem Eva e Aurek estavam falando. Rúben pede ajuda da Delaila para se aproximar da Sophia, e planejam um trabalho em grupo. |              |                                                                             |                                                 |                                                     |                        |
| 35 | 35           | "O Reinício do Tempo (BR)"                                                  | 21 de junho de 2019                             | 14 de dezembro de 2019                              | 15 de novembro de 2019 |
| O júri deixa Jay Jay cantar porque sua irmã fez o cadastro no nome dele. JJ canta, todos aplaudem e o parabenizam. Como Sophia hesita, Rúben adia seu salto para 1957. |              |                                                                             |                                                 |                                                     |                        |
| 36 | 36           | "O Reencontro dos Irmãos (BR)"                                              | 24 de junho de 2019                             | 16 de dezembro de 2019                              | 18 de novembro de 2019 |
| Enquanto os finalistas do concurso são anunciados. Rúben chega e fala para Eva que queria viajar com a Sofia, mas que ela não conseguiu saltar e que ele está com medo de tê-la perdido no tempo. |              |                                                                             |                                                 |                                                     |                        |
| 37 | 37           | "Um Pacto Injusto (BR)"                                                     | 25 de junho de 2019                             | 17 de dezembro de 2019                              | 19 de novembro de 2019 |
| A Dama conta para Verô que armou tudo para que ela cantasse com JJ, elas começam se aproximar de novo. Ela também se aproxima do Miguel, depois de revelar que não é jornalista. |              |                                                                             |                                                 |                                                     |                        |
| 38 | 38           | "Mãos a Obra! (BR)"                                                         | 26 de junho de 2019                             | 18 de dezembro de 2019                              | 20 de novembro de 2019 |
| JJ não entende por que Eva não quer cantar com ele. Impulsionados pela curiosidade, os CUCI capturam uma cyberlibélula, arruinando o plano de Victor e Aurek. |              |                                                                             |                                                 |                                                     |                        |
| 39 | 39           | "A Cyberlibélula (BR)"                                                      | 27 de junho de 2019                             | 19 de dezembro de 2019                              | 21 de novembro de 2019 |
| Manuel enfrenta Aurek para defender Eva, Amelia chega e os interrompe. Aurek leva o celular da Eva e dá para Diana, mas Eva descobre e tem um plano. |              |                                                                             |                                                 |                                                     |                        |
| 40 | 40           | "Uma Promessa Quebrada (BR)"                                                | 28 de junho de 2019                             | 20 de dezembro de 2019                              | 22 de novembro de 2019 |
| Diana tem que se esconder para o público não ver dois Rúbens. JJ escuta quando Aurek insiste para Eva não cantar. JJ quer saber desde quando eles são tão amigos. Depois de ver a Verô se destacar, Mercedes sobe no palco para cantar. |              |                                                                             |                                                 |                                                     |                        |
| 41 | 41           | "Espere, Ru-Ru! (BR)"                                                       | 1 de julho de 2019                              | 21 de dezembro de 2019                              | 25 de novembro de 2019 |
| Aurek explica para Eva que a ruptura no tempo que ela causou é tão grande que vão precisar evacuar até a central. No presente, Sofia recebe outra foto do Rúben e pede ajuda ao Martin para saltar a 1957. |              |                                                                             |                                                 |                                                     |                        |
| 42 | 42           | "A Chegada da Sofia (BR)"                                                   | 2 de julho de 2019                              | 23 de dezembro de 2019                              | 26 de novembro de 2019 |
| Eva se preocupa quando descobre que precisa viajar viajar para a Itália com JJ e Mercedes; os Guardiões e as Centrais do Tempo estão com problemas por causa dela; Rúben consegue evitar Macarena e se esconde com Sofia para que Eva não os descubra. |              |                                                                             |                                                 |                                                     |                        |
| 43 | 43           | "O Número Multidimensional (BR)"                                            | 3 de julho de 2019                              | 24 de dezembro de 2019                              | 27 de novembro de 2019 |
| Eva se irrita com Manuel porque não a deixou viajar e o acusa de ser hipócrita, por estar com Amélia mesmo sabendo que ela não é sua avó. Amélia os escuta e decide terminar com Manuel. Dias passam e Eva e JJ ensaiam para sua apresentação na Itália. |              |                                                                             |                                                 |                                                     |                        |
| 44 | 44           | "Que Comece o Concurso (BR)"                                                | 4 de julho de 2019                              | 25 de dezembro de 2019                              | 28 de novembro de 2019 |
| Eva e JJ chegam ao restaurante de Lorenzo e o reencontro com o pai e com os amigos é pura emoção; Dama convence Verô de que elas são a mesma pessoa; Aurek entra para procurar provas de um traidor embora a Central do Tempo esteja bloqueada. |              |                                                                             |                                                 |                                                     |                        |
| 45 | 45           | "O Loop do Tempo (BR)"                                                      | 5 de julho de 2019                              | 26 de dezembro de 2019                              | 29 de novembro de 2019 |
| Eva encoraja JJ a ajudar Francesca e cantar com ela, Manuel e Aurek localizam Eva e garantem que ela ainda não cantou; Diana e Victor entram na Central e o capturam, acreditando que Aurek é o traidor; Aurek ordena que Droide peça ajuda aos CUCI. |              |                                                                             |                                                 |                                                     |                        |
| 46 | 46           | "Congelados no Tempo (BR)"                                                  | 8 de julho de 2019                              | 15 de maio de 2020 RaiPlay: 9 de maio de 2020       | 2 de dezembro de 2019  |
| O tempo congela, mas os viajantes do tempo não; Eva se preocupa ao ver JJ imóvel. Ela está com a cyberlibélula, E resolvi procurar a porta da Central Que fica na Itália; Rúben se diverte na escola procurando Sofia e Dama apronta |              |                                                                             |                                                 |                                                     |                        |
| 47 | 47           | "O Desgelo (BR)"                                                            | 9 de julho de 2019                              | 18 de maio de 2020 RaiPlay: 9 de maio de 2020       | 3 de dezembro de 2019  |
| O tempo segue congelado e Sofia ainda se recusa a voltar ao presente; Aurek e Diana percebem que Dama fez uma armadilha para fugir; Rúben e Eva tentam convencer Sofia; Manuel se preocupa porque Amélia está perdida em uma linha do tempo instável. |              |                                                                             |                                                 |                                                     |                        |
| 48 | 48           | "O Esquadrão Multidimensional (BR)"                                         | 10 de julho de 2019                             | 19 de maio de 2020 RaiPlay: 9 de maio de 2020       | 4 de dezembro de 2019  |
| Mercedes fica chateada com Urso por repreender Eva; Ruben Rúben viu Verô pegar a mão JJ para consolá-lo e pede para ele ficar longe da sua irmã; JJ fica aliviado de ver que Eva voltou bem e ela pede desculpas, mas ele não se importa. |              |                                                                             |                                                 |                                                     |                        |
| 49 | 49           | "A Batalha de Dança (BR)"                                                   | 11 de julho de 2019                             | 20 de maio de 2020 RaiPlay: 9 de maio de 2020       | 5 de dezembro de 2019  |
| O duelo de dança é interrompido porque o senhor Luís não tolera esse tipo de desafio na porta da lanchonete; Camila convence JJ A ir ver o duelo, mas chegou quando tudo acabou; os CUCI fazem o Ziggy funcionar com uma bateria de celular. |              |                                                                             |                                                 |                                                     |                        |
| 50 | 50           | "Meu Amigo Unicórnio (BR)"                                                  | 12 de julho de 2019                             | 21 de maio de 2020 RaiPlay: 9 de maio de 2020       | 6 de dezembro de 2019  |
| Rúben realiza uma manobra a acaba voltando ao presente no meio do set do Club 57, onde ele descobre que a Dama é a grande estrela do show e que Delaila é sua assistente; Manuel continua preocupado porque Manuel continua preocupado porque Amélia está perdida no tempo. |              |                                                                             |                                                 |                                                     |                        |
| 51 | 51           | "JJ, É Sua Oportunidade! (BR)"                                              | 15 de julho de 2019                             | 22 de maio de 2020 RaiPlay: 9 de maio de 2020       | 9 de dezembro de 2019  |
| O avô puxa Rúben e conta que a Dama é uma grande estrela, e que está atrás dele por algum motivo misterioso. Depois de ser resgatada pela Mercedes da armadilha do César, Eva explica que só precisa que eles ajudem o Manuel com a Franken TV. |              |                                                                             |                                                 |                                                     |                        |
| 52 | 52           | "O Apagão (BR)"                                                             | 16 de julho de 2019                             | 25 de maio de 2020 RaiPlay: 9 de maio de 2020       | 10 de dezembro de 2019 |
| Eva fica chateada ao ver Verô abraçando JJ e vai embora do canal; Manuel se frustra porque parece que o celular quebrou. Na Central, Diana descobre que eles tentaram usar a máquina do tempo, e que nenhum alarme soou. |              |                                                                             |                                                 |                                                     |                        |
| 53 | 53           | "Ao Resgate da Vovó! (BR)"                                                  | 17 de julho de 2019                             | 26 de maio de 2020 RaiPlay: 9 de maio de 2020       | 11 de dezembro de 2019 |
| JJ se aproxima da Eva, reclama por ter sido abandonado, mas confessa que não consegue parar de pensar nela; Manuel entra no escritório de Miguel para encontrar informações de Amélia, mesmo depois do produtor ter o expulsado. |              |                                                                             |                                                 |                                                     |                        |
| 54 | 54           | "Sofia, a Traidora (BR)"                                                    | 18 de julho de 2019                             | 27 de maio de 2020 RaiPlay: 9 de maio de 2020       | 12 de dezembro de 2019 |
| Por mais que Eva e Manuel tentem tranquilizá-lo, JJ vai embora da casa do Manuel em choque por ter visto um salto no tempo. No presente, Rúben está contando sobre seus saltos para Delaila, quando Sofia chega e o abraça. |              |                                                                             |                                                 |                                                     |                        |
| 55 | 55           | "Amélia Voltou (BR)"                                                        | 19 de julho de 2019                             | 28 de maio de 2020 RaiPlay: 9 de maio de 2020       | 13 de dezembro de 2019 |
| Amélia usa o relógio da Diana e volta a 1957. JJ vê Eva muito ocupada com Aurek. Ele sente ciúmes e desiste de falar com ela. Verô quer aproveitar o momento para acabar ainda mais com a Eva, mas JJ a defende. Então, jura vingança. |              |                                                                             |                                                 |                                                     |                        |
| 56 | 56           | "Tarde demais para se desculpar (BR)"                                       | 22 de julho de 2019                             | 29 de maio de 2020 RaiPlay: 9 de maio de 2020       | 16 de dezembro de 2019 |
| Magoado, JJ diz a seus amigos que quer se mudar para a Itália com toda a sua família; enquanto Manuel e Amelia planejam um piquenique para o dia seguinte, Verô faz planos para pegar a Franken TV; Diana chega a 1957 para procurar Aurek. |              |                                                                             |                                                 |                                                     |                        |
| 57 | 57           | "O que Aconteceu com a Eva? (BR)"                                           | 23 de julho de 2019                             | 1 de junho de 2020 RaiPlay: 9 de maio de 2020       | 17 de dezembro de 2019 |
| Amelia desaparece e Manuel quer usar o relógio, mas ele desliga; Diana recebe um alerta e ordena que rastreiem o sinal e encontrem seu relógio; Verô, André e seus amigos vão pegar a Franken TV; com a ajuda dos CUCI, Manuel tenta resgatar a Amelia. |              |                                                                             |                                                 |                                                     |                        |
| 58 | 58           | "A Verdade Aparece (BR)"                                                    | 24 de julho de 2019                             | 2 de junho de 2020 RaiPlay: 9 de maio de 2020       | 18 de dezembro de 2019 |
| Diana ajuda Aurek a fugir, mas Victor e Miguel o impedem; Verô e André levam a Franken TV para o canal; no presente, Delaila expulsa Rúben, Eva e o avô do canal, mas eles não vão permitir que transmitam uma viagem no tempo ao vivo para todo mundo. |              |                                                                             |                                                 |                                                     |                        |
| 59 | 59           | "Verô,te apresento a Verô (BR)"                                             | 25 de julho de 2019                             | 3 de junho de 2020 RaiPlay: 9 de maio de 2020       | 19 de dezembro de 2019 |
| A transmissão está prestes a começar nos dois lugares e Eva conta o plano para JJ. Rúben e o avô estão prontos para intervir no presente. Eva, JJ e Aurek, em 1957. A Dama explica como vai ser transmissão histórica. Verô faz o mesmo em 1957. |              |                                                                             |                                                 |                                                     |                        |
| 60 | 60           | "Uma Difícil Decisão (BR)"                                                  | 26 de julho de 2019                             | 4 de junho de 2020 RaiPlay: 9 de maio de 2020       | 20 de dezembro de 2019 |
| Em 1957, Eva e JJ planejam ir para o futuro, mas, JJ acaba não viajando no tempo, ele insiste com Manuel para poder saltar no tempo novamente. Ao ver que JJ não viajou, Eva quer voltar a 1957 para se despedir falar tudo o que não pôde, sabendo disso, Diana oferece uma proposta a Eva: voltar para 1957 com JJ e ficar lá para sempre, ou, resgatar Amelia do loop temporal, mas ficar em 2019. Enquanto isso em 1957, os CUCI e Mercedes fazem uma cápsula do tempo, com uma caixa temporal deixada por Aurek, com lembranças de Rúben e Eva. Eva decide ficar no seu presente e resgatar Amelia do loop temporal, com isso, Diana reinicia o tempo, e Eva e Rúben voltam minutos antes de seu primeiro salto no tempo, mas sem serem apagadas suas memórias. Diana oferece um presente a Eva: voltar para 1957, para ver a vida de JJ na Itália, mas Eva logo volta a seu presente, pois JJ está namorando a Francesca. Eva conhece Aurek, na sua linha do tempo original. JJ acha o pingente de Eva na Itália, e recupera suas lembranças com ela, mas já é tarde demais. Nas cenas finais, os CUCI acidentalmente acham a Ziggy, que conta a César, René e Xavier sobre tudo o que havia acontecido, e também lhes dá uma missão. |              |                                                                             |                                                 |                                                     |                        |

### 2ª temporada (2021)
| Parte 1 |    |                                      |                                                           |     |                                                           |
| 61 | 1  | "O tempo corre de novo (PT/BR)"      | 14 de junho de 2021 Antestreia: 11 de junho de 2021       | ASA | 27 de dezembro de 2021 Antestreia: 25 de dezembro de 2021 |
| Eva e Verô resolvem um mistério de 57; Rubén tem dificuldade em se ajustar à sua nova vida sem Sofi.                                      |    |                                      |                                                           |     |                                                           |
| 62 | 2  | "Tiago entra em ação(PT/BR)"         | 15 de junho de 2021                                       | ASA | 28 de dezembro de 2021                                    |
| Eva, Mercedes e Verô vão restaurar a FrankenTV para resgatar Jay Jay e Urso que aparecem em 1987.                                         |    |                                      |                                                           |     |                                                           |
| 63 | 3  | "Futugatas(PT/BR)"                   | 16 de Junho de 2021                                       | ASA | 29 de dezembro de 2021                                    |
| Após um descuido, Eva e Rúben se separam para realizar uma busca; as Rosagatas seguem em sua própria missão, mas há um erro no seu plano. |    |                                      |                                                           |     |                                                           |
| 64 | 4  | "Ser ou parecer(PT/BR)"              | 17 de junho de 2021                                       | ASA | 30 de dezembro de 2021                                    |
| Eva embarca em uma grande aventura, mas deixa alguém para trás, e toda a missão se complica                                               |    |                                      |                                                           |     |                                                           |
| 65 | 5  | "Pegadas de sofi(PT/BR)"             | 18 de junho de 2021                                       | ASA | 31 de dezembro de 2021                                    |
| Eva e Mercedes aceitam um convite; Sofi deixa pistas para Rúben.                                                                          |    |                                      |                                                           |     |                                                           |
| 66 | 6  | "A passagem do rey(PT/BR)"           | 21 de junho de 2021                                       | ASA | 3 de janeiro de 2022                                      |
| Eva e Jay Jay têm um mal-entendido; Rúben se reencontra com alguém muito especial.                                                        |    |                                      |                                                           |     |                                                           |
| 67 | 7  | "Melecarena(PT/BR)"                  | 22 de junho de 2021                                       | ASA | 4 de janeiro de 2022                                      |
| Jay Jay, mais do que nunca, precisa da ajuda de Eva; Miguel se mete em muitos problemas temporais.                                        |    |                                      |                                                           |     |                                                           |
| 68 | 8  | "A era do gelo(PT/BR)"               | 23 de junho de 2021                                       | ASA | 5 de janeiro de 2022                                      |
| Jay Jay e Rúben tentam chegar a Eva enquanto ela tenta resolver um grande mistério científico.                                            |    |                                      |                                                           |     |                                                           |
| 69 | 9  | "JJ para o quadro(PT/BR)"            | 24 de junho de 2021                                       | ASA | 6 de janeiro de 2022                                      |
| Rúben encontra Eva e a confunde ainda mais. Mais do que nunca, eles precisam do Manuel.                                                   |    |                                      |                                                           |     |                                                           |
| 70 | 10 | "Máquina de lavar temporária(PT/BR)" | 25 de junho de 2021                                       | ASA | 7 de janeiro de 2022                                      |
| Eva descobre que as coisas não são o que parecem e passa a investigar o assunto.                                                          |    |                                      |                                                           |     |                                                           |
| 71 | 11 | "Sorvete de menta(PT/BR)"            | 28 de junho de 2021                                       | ASA | 10 de janeiro de 2022                                     |
| Diana e Miguel abordam Eva; Rubén, Manuel e Eva descobrem que este mundo é inventado.                                                     |    |                                      |                                                           |     |                                                           |
| 72 | 12 | "Um diário nada íntimo(PT/BR)"       | 29 de junho de 2021                                       | ASA | 11 de janeiro de 2022                                     |
| Eva descobre algo sobre 1987 e se convence a ir embora, mas Jay Jay e Urso têm outros planos                                              |    |                                      |                                                           |     |                                                           |
| 73 | 13 | "O Rurruseñal(PT/BR)"                | 30 de junho de 2021                                       | ASA | 12 de janeiro de 2022                                     |
| Eva, Rubén, Mercedes e Sofi devem sair de 1987 antes que Nero reative o cadeado temporal.                                                 |    |                                      |                                                           |     |                                                           |
| 74 | 14 | "Opa ... Eva fez de novo(PT/BR)"     | 1 de julho de 2021                                        | ASA | 13 de janeiro de 2022                                     |
| Eva consegue saltar no tempo, mas deve superar vários obstáculos se quiser reencontrar Jay Jay.                                           |    |                                      |                                                           |     |                                                           |
| 75 | 15 | "Olha quem pula agora!(PT/BR)"       | 2 de julho de 2021                                        | ASA | 14 de janeiro de 2022                                     |
| O tão esperado reencontro de Eva é afetado pela preocupação de resgatar seus amigos.                                                      |    |                                      |                                                           |     |                                                           |
| 76 | 16 | "Contagem regressiva(PT/BR)"         | 5 de julho de 2021                                        | ASA | 17 de janeiro de 2022                                     |
| Eva e Tiago descobrem que têm um segredo em comum e fazem um pacto.                                                                       |    |                                      |                                                           |     |                                                           |
| 77 | 17 | "Eva-wow(PT/BR)"                     | 6 de julho de 2021                                        | ASA | 18 de janeiro de 2022                                     |
| Eva e Jay Jay procuram um modo de resgatar seus amigos; Manuel decide fazer as coisas do seu jeito.                                       |    |                                      |                                                           |     |                                                           |
| 78 | 18 | "Tudo por uma pedra(PT/BR)"          | 7 de julho de 2021                                        | ASA | 19 de janeiro de 2022                                     |
| Eva e Jay Jay precisam da Macarena para pegar o condrito do museu, mas nem tudo sai como planejado.                                       |    |                                      |                                                           |     |                                                           |
| 79 | 19 | "Notícias do futuro(PT/BR)"          | 8 de julho de 2021                                        | ASA | 20 de janeiro de 2022                                     |
| Eva decide se rebelar e chamar a atenção dos Guardiões do Tempo.                                                                          |    |                                      |                                                           |     |                                                           |
| 80 | 20 | "Desconexão total(PT/BR)"            | 9 de julho de 2021                                        | ASA | 21 de janeiro de 2022                                     |
| Eva está pronta para saltar, mas vários Guardiões querem impedi-la.                                                                       |    |                                      |                                                           |     |                                                           |
| 81 | 21 | "Sin - Sync(PT/BR)"                  | 12 de julho de 2021                                       | ASA | 24 de janeiro de 2022                                     |
| Todos se preparam para o salto no meio dos preparativos para o "Cristóvão Colombo Tem Talento".                                           |    |                                      |                                                           |     |                                                           |
| 82 | 22 | "Esfera das Bermudas(PT/BR)"         | 13 de julho de 2021                                       | ASA | 25 de janeiro de 2022                                     |
| Eva deve impedir Verô antes que ela deixe seus amigos presos em 1987 para sempre.                                                         |    |                                      |                                                           |     |                                                           |
| 83 | 23 | "Pule no museu(PT/BR)"               | 14 de julho de 2021                                       | ASA | 26 de janeiro de 2022                                     |
| Eva descobre mudanças graves em sua linha do tempo e precisa recuperar o scrapbook de Mercedes para corrigir tudo.                        |    |                                      |                                                           |     |                                                           |
| 84 | 24 | "De volta para casa(PT/BR)"          | 15 de julho de 2021                                       | ASA | 27 de janeiro de 2022                                     |
| Eva e Tiago fazem uma aliança para evitar que a linha do tempo continue mudando.                                                          |    |                                      |                                                           |     |                                                           |
| 85 | 25 | "Cérebritos unidos(PT/BR)"           | 16 de julho de 2021                                       | ASA | 28 de janeiro de 2022                                     |
| Eva, Tiago e Rúben se esforçam para não mudar mais a linha do tempo .                                                                     |    |                                      |                                                           |     |                                                           |
| 86 | 26 | "In-correção cronológica(PT/BR)"     | 19 de julho de 2021                                       | ASA | 31 de janeiro de 2022                                     |
| Eva e companhia procuram a FrankenTV no presente; começa a Correção Cronológica Massiva em 1957.                                          |    |                                      |                                                           |     |                                                           |
| 87 | 27 | "Crispr(PT/BR)"                      | 20 de julho de 2021                                       | ASA | 1 de fevereiro de 2022                                    |
| Diana convence Eva a não saltar; Jay Jay faz um experimento, mas algo dá errado.                                                          |    |                                      |                                                           |     |                                                           |
| 88 | 28 | "A Panelização(PT/BR)"               | 21 de julho de 2021                                       | ASA | 2 de fevereiro de 2022                                    |
| Eva finge gostar de sua nova vida para proteger as linhas do tempo; em 1957, Jay Jay começa uma transformação muito peculiar.             |    |                                      |                                                           |     |                                                           |
| 89 | 29 | "JJ uau(PT/BR)"                      | 22 de julho de 2021                                       | ASA | 3 de fevereiro de 2022                                    |
| Eva decide aceitar sua nova realidade no presente, mas Rúben não pensa em desistir.                                                       |    |                                      |                                                           |     |                                                           |
| 90 | 30 | "A festa acabou(PT/BR)"              | 23 de julho de 2021                                       | ASA | 4 de fevereiro de 2022                                    |
| Rúben e Eva fazem uma descoberta perigosa; em 1957, começa o Festival Meia Lua.                                                           |    |                                      |                                                           |     |                                                           |
| Parte 2 |    |                                      |                                                           |     |                                                           |
| 91 | 31 | "1V3 U0S(PT/BR)"                     | 13 de setembro de 2021 Antestreia: 10 de setembro de 2021 | ASA | 7 de fevereiro de 2022                                    |
| Eva e Tiago ficam presos na van, mas ela tem uma ideia que pode ajudá-los; o Festival Meia Lua tem uma convidada inesperada.              |    |                                      |                                                           |     |                                                           |
| 92 | 32 | "Turista acidentalmente(PT/BR)"      | 14 de setembro de 2021                                    | ASA | 8 de fevereiro de 2022                                    |
| Eva e Tiago se conhecem melhor enquanto estão presos na van; Jay Jay avalia a mensagem da Eva.                                            |    |                                      |                                                           |     |                                                           |
| 93 | 33 | "Marty Mc Turry-Fly(PT/BR)"          | 15 de setembro de 2021                                    | ASA | 9 de fevereiro de 2022                                    |
| Eva se reencontra com Jay Jay. Ela deve ajudar os Guardiões do Tempo a voltar à Central.                                                  |    |                                      |                                                           |     |                                                           |
| 94 | 34 | "Resgate Central(PT/BR)"             | 16 de setembro de 2021                                    | ASA | 10 de fevereiro de 2022                                   |
| Eva, Manuel e os Guardiões formam uma aliança para voltar à Central do Tempo.                                                             |    |                                      |                                                           |     |                                                           |
| 95 | 35 | "Amor pela televisão(PT/BR)"         | 17 de setembro de 2021                                    | ASA | 11 de fevereiro de 2022                                   |
| Eva volta ao Clube 57 e presencia uma grande declaração de amor; Jay Jay e ela precisam se despedir.                                      |    |                                      |                                                           |     |                                                           |
| 96 | 36 | "O retorno das Rosagatas(PT/BR)"     | 20 de setembro de 2021                                    | ASA | 14 de fevereiro de 2022                                   |
| Eva aceita ajudar Tiago a aperfeiçoar seus saltos temporais sem saber que, em 1957, Jay Jay descobriu algo que conecta a dois mundos.     |    |                                      |                                                           |     |                                                           |
| 97 | 37 | "Dia de folga de Eva e Rubén(PT/BR)" | 21 de setembro de 2021                                    | ASA | 15 de fevereiro de 2022                                   |
| Eva salta a 1957 pelo portal mas Verô não vai permitir que seja fácil para ela reencontrar Jay Jay.                                       |    |                                      |                                                           |     |                                                           |
| 98 | 38 | "Portalizando(PT/BR)"                | 22 de setembro de 2021                                    | ASA | 16 de fevereiro de 2022                                   |
| 99 | 39 | "Avô digá-me você(PT/BR)"            | 23 de setembro de 2021                                    | ASA | 17 de fevereiro de 2022                                   |
| 100 | 40 | "Sem sapato(PT/BR)"                  | 24 de setembro de 2021                                    | ASA | 18 de fevereiro de 2022                                   |
| Eva suspeita que Tiago provocou o bloqueio do portal e tenta comprovar isso com Rúben, mas surge um problema inesperado.                  |    |                                      |                                                           |     |                                                           |
| 101 | 41 | "Com amor Simon(PT/BR)"              | 27 de setembro de 2021                                    | ASA | 21 de fevereiro de 2022                                   |
| Eva e Rúben descobrem mudanças em sua linha do tempo e suspeitam que Tiago possa ser o culpado.                                           |    |                                      |                                                           |     |                                                           |
| 102 | 42 | "Selfie com Simon(PT/BR)"            | 28 de setembro de 2021                                    | ASA | 22 de fevereiro de 2022                                   |
| Eva e Rúben tentam reativar a FrankenTV da nova linha para procurarem Tiago, que está causando estragos históricos.                       |    |                                      |                                                           |     |                                                           |
| 103 | 43 | "Simon diz(PT/BR)"                   | 29 de setembro de 2021                                    | ASA | 23 de fevereiro de 2022                                   |
| Simón esconde Eva e Tiago, que são perseguidos pelos Guardiões do Tempo.                                                                  |    |                                      |                                                           |     |                                                           |
| 104 | 44 | "Portalizando(PT/BR)"                | 30 de setembro de 2021                                    | ASA | 24 de fevereiro de 2022                                   |
| Tiago decide voltar com Eva para o presente e Sofeia os ajuda, mas quando chegam não descobrem o que esperavam.                           |    |                                      |                                                           |     |                                                           |
| 105 | 45 | "Casaco de alface(PT/BR)"            | 1 de outubro de 2021                                      | ASA | 25 de fevereiro de 2022                                   |
| Eva chega a 1957 para resolver o que está acontecendo com Rúben, mas encontra mais problemas.                                             |    |                                      |                                                           |     |                                                           |
| 106 | 46 | "Ziggy Stein(PT/BR)"                 | 4 de outubro de 2021                                      | ASA | 28 de fevereiro de 2022                                   |
| Eva e Jay Jay correm contra o tempo para recarregar a bateria da Ziggy antes que ela acabe.                                               |    |                                      |                                                           |     |                                                           |
| 107 | 47 | "Anticipario(PT/BR)"                 | 5 de outubro de 2021                                      | ASA | 1 de março de 2022                                        |
| Eva e Rúben acreditam que vão parar de desaparecer quando Manuel recuperar a memória, mas as coisas são bem mais difíceis.                |    |                                      |                                                           |     |                                                           |
| 108 | 48 | "Rubén, quem?(PT/BR)"                | 6 de outubro de 2021                                      | ASA | 2 de março de 2022                                        |
| O plano da Eva para reconciliar Manuel e Amelia é afetado pelas Rosagatas e pelos Guardiões do Caos.                                      |    |                                      |                                                           |     |                                                           |
| 109 | 49 | "Meu próprio JJ(PT/BR)"              | 7 de outubro de 2021                                      | ASA | 3 de março de 2022                                        |
| O plano de Miguel fracassa; Manuel tenta recuperar a confiança de Amelia, antes que Eva desapareça.                                       |    |                                      |                                                           |     |                                                           |
| 110 | 50 | "JJ vs. JJ(PT/BR)"                   | 8 de outubro de 2021                                      | ASA | 4 de março de 2022                                        |
| O Jay Jay dos anos 80 chega a 1957 e se encontra com Verô; Eva deve voltar à época dela.                                                  |    |                                      |                                                           |     |                                                           |
| 111 | 51 | "Ruben-ífico(PT/BR)"                 | 11 de outubro de 2021                                     | ASA | 7 de março de 2022                                        |
| Eva e Tiago descobrem que a personalidade do Rúben mudou e agora é idêntica a dela.                                                       |    |                                      |                                                           |     |                                                           |
| 112 | 52 | "A central de amazônia (PT/BR)"      | 12 de outubro de 2021                                     | ASA | 8 de março de 2022                                        |
| Eva tem problemas para se adaptar à nova forma de ser de Rubén; o Jay Jay dos anos 80 planeja algo contra o Jay Jay.                      |    |                                      |                                                           |     |                                                           |
| 113 | 53 | "Marangoni Beta(PT/BR)"              | 13 de outubro de 2021                                     | ASA | 9 de março de 2022                                        |
| Eva e Tiago passam por situações juntos que os aproximam até ela descobrir algo sobre Jay Jay falso.                                      |    |                                      |                                                           |     |                                                           |
| 114 | 54 | "Au revoir Rosagata(PT/BR)"          | 14 de outubro de 2021                                     | ASA | 10 de março de 2022                                       |
| Eva suspeita que o Jay Jay falso está em 1957 e salta para proteger o Jay Jay original, mas as coisas se complicam quando ela chega.      |    |                                      |                                                           |     |                                                           |
| 115 | 55 | "A noite do cometa(PT/BR)"           | 15 de outubro de 2021                                     | ASA | 11 de março de 2022                                       |
| Eva devolve o Jay Jay clonado ao mundo dele e consegue fazer Rúben voltar a ser o de antes, mas nem imagina o que Nero planeja.           |    |                                      |                                                           |     |                                                           |
| 116 | 56 | "Verôs(PT/BR)"                       | 18 de outubro de 2021                                     | ASA | 14 de março de 2022                                       |
| 117 | 57 | "Franken Frigorífica(PT/BR)"         | 19 de outubro de 2021                                     | ASA | 15 de março de 2022                                       |
| Eva procura uma forma de deter a Verô e seus clones para evitar que a Verôcalipsis que viu no cronoscópio se torne realidade.             |    |                                      |                                                           |     |                                                           |
| 118 | 58 | "Verôcalipse(PT/BR)"                 | 20 de outubro de 2021                                     | ASA | 16 de março de 2022                                       |
| Eva deve impedir o plano de Nero e Verô, mas nem tudo sai como o esperado.                                                                |    |                                      |                                                           |     |                                                           |
| 119 | 59 | "Verôcalipse - Parte 2(PT/BR)"       | 21 de outubro de 2021                                     | ASA | 17 de março de 2022                                       |
| Quando seu plano falha, Nero toma uma decisão radical, que afeta Verô, Eva, Jay Jay, Tiago e Rúben.                                       |    |                                      |                                                           |     |                                                           |
| 120 | 60 | "A lua na parede(PT/BR)"             | 22 de outubro de 2021                                     | ASA | 18 de março de 2022                                       |
| Depois de serem resgatados pelos Guardiões do Tempo, Eva e Rúben conseguem voltar ao presente seguindo regras muito rígidas               |    |                                      |                                                           |     |                                                           |